# Bosco/Gurin
Bosco/Gurin is een gemeente en plaats die zich op een hoogte van 1506 m bevindt in het Zwitserse kanton Ticino en deel uitmaakt van het district Vallemaggia. Het dorpje telt 46 inwoners (2018).
Het is het enige dorp binnen het kanton waar traditioneel Duits werd gesproken. De tweetaligheid deed echter zijn intrede en het Italiaans wint allengs aan belang. Sprak in 1970 nog 82% van de bevolking Duits, in 2000 was dat nog maar 32,4% terwijl 52,1% Italiaans als voertaal had.
De gemeenschap was van oudsher erg geïsoleerd. Hierdoor komen er vrij archaïsche structuren in het lokale (Duitse) dialect voor.